# Джейта

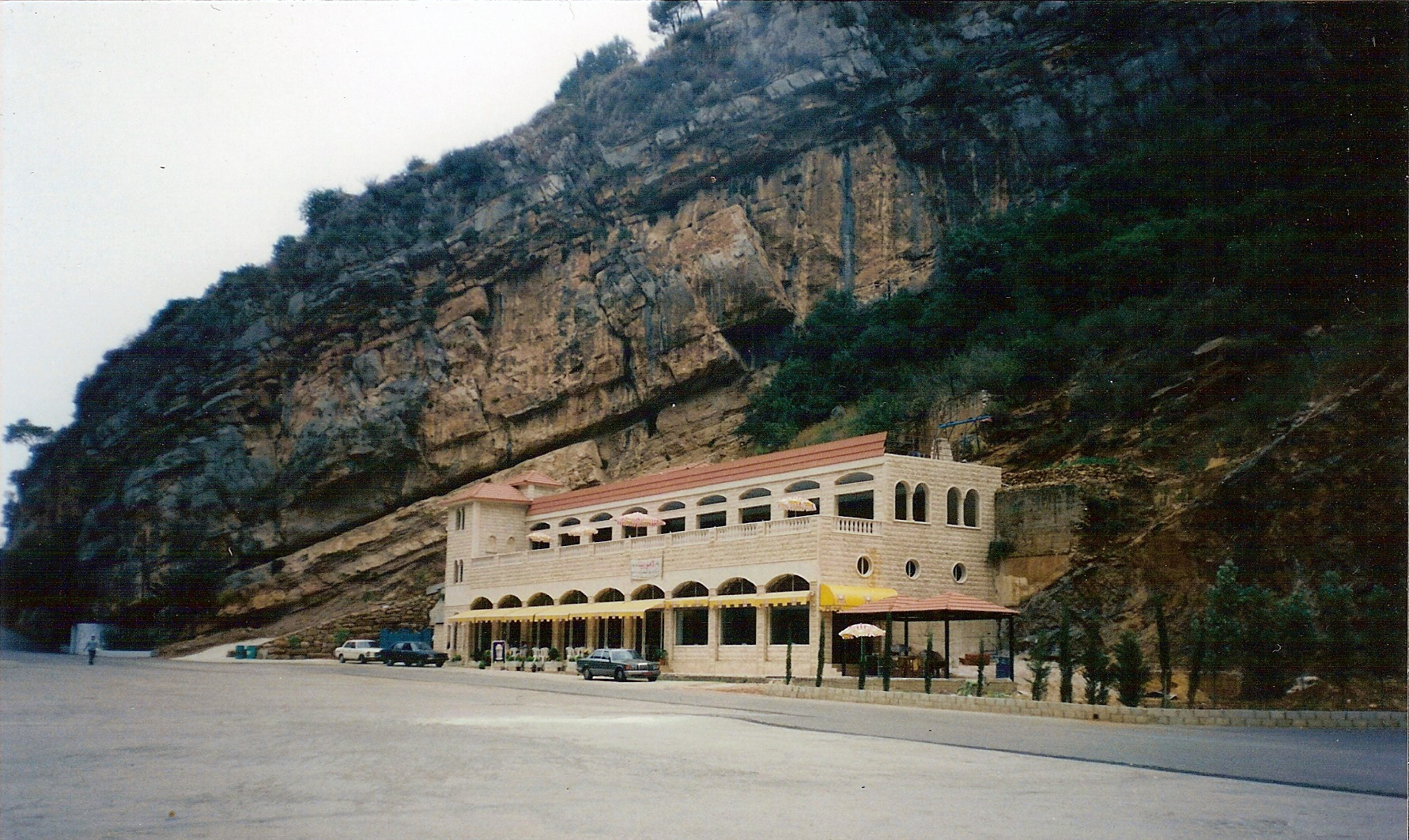
Вхід до печер

Печери Джейта (араб. مغارة جعيتا) — комплекс з двох печер в Лівані, за 20 км на північ від Бейрута. У 1836 році Вільям Томсон відкрив верхню печеру, а в 1958 році ліванські спелеологи відкрили нижню печеру.
Як один із туристичних символів країни, печери Джейта увійшли до списку фіналістів конкурсу Сім нових чудес природи.